# Marino Marini
Marino Marini (27. února 1901 Pistoia – 6. srpna 1980 Viareggio) byl italský sochař, malíř a grafik, jeden ze zakladatelů moderního evropského sochařství.

## Život

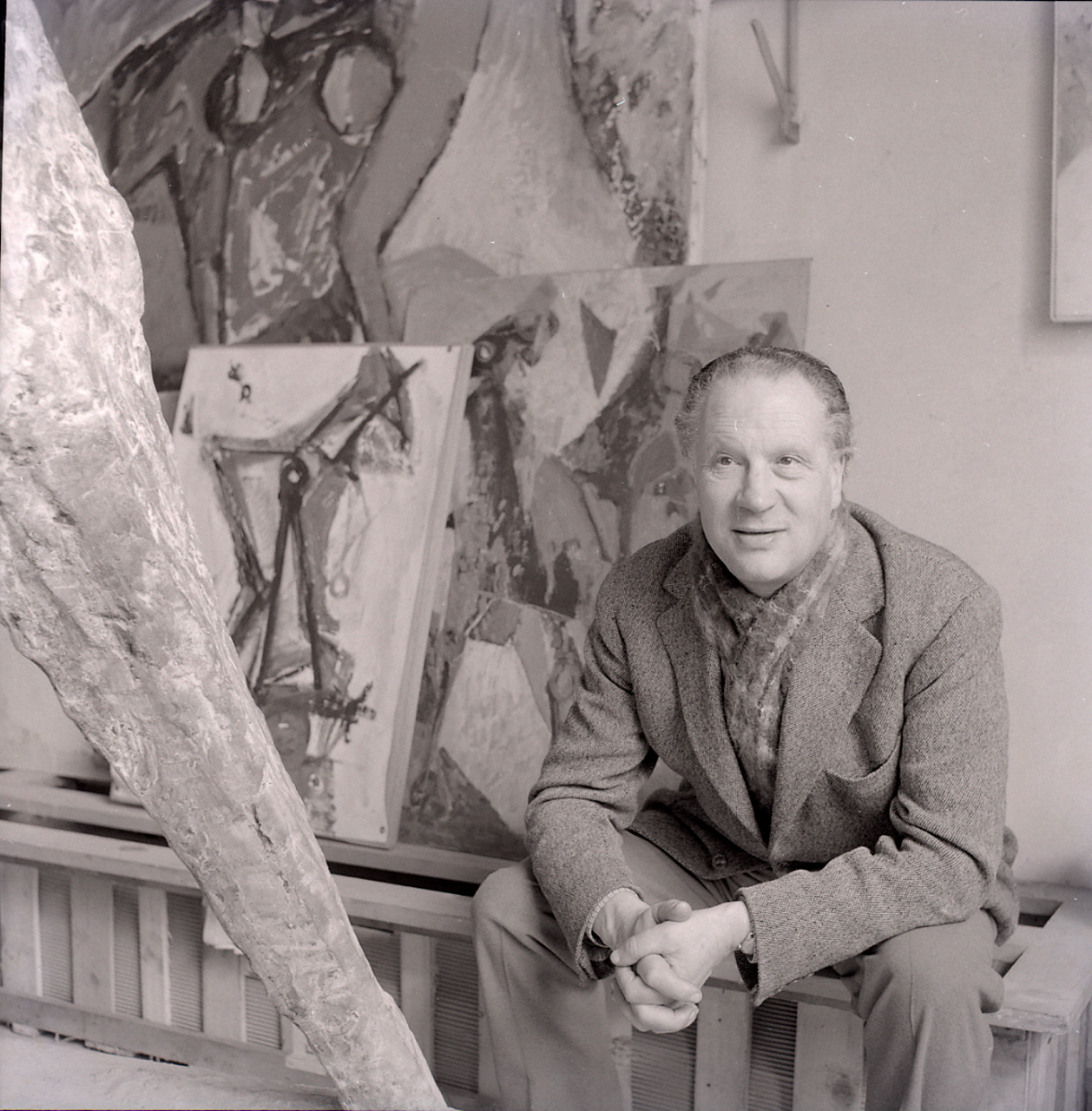
Marino Marini, photo by Paolo Monti, 1963.

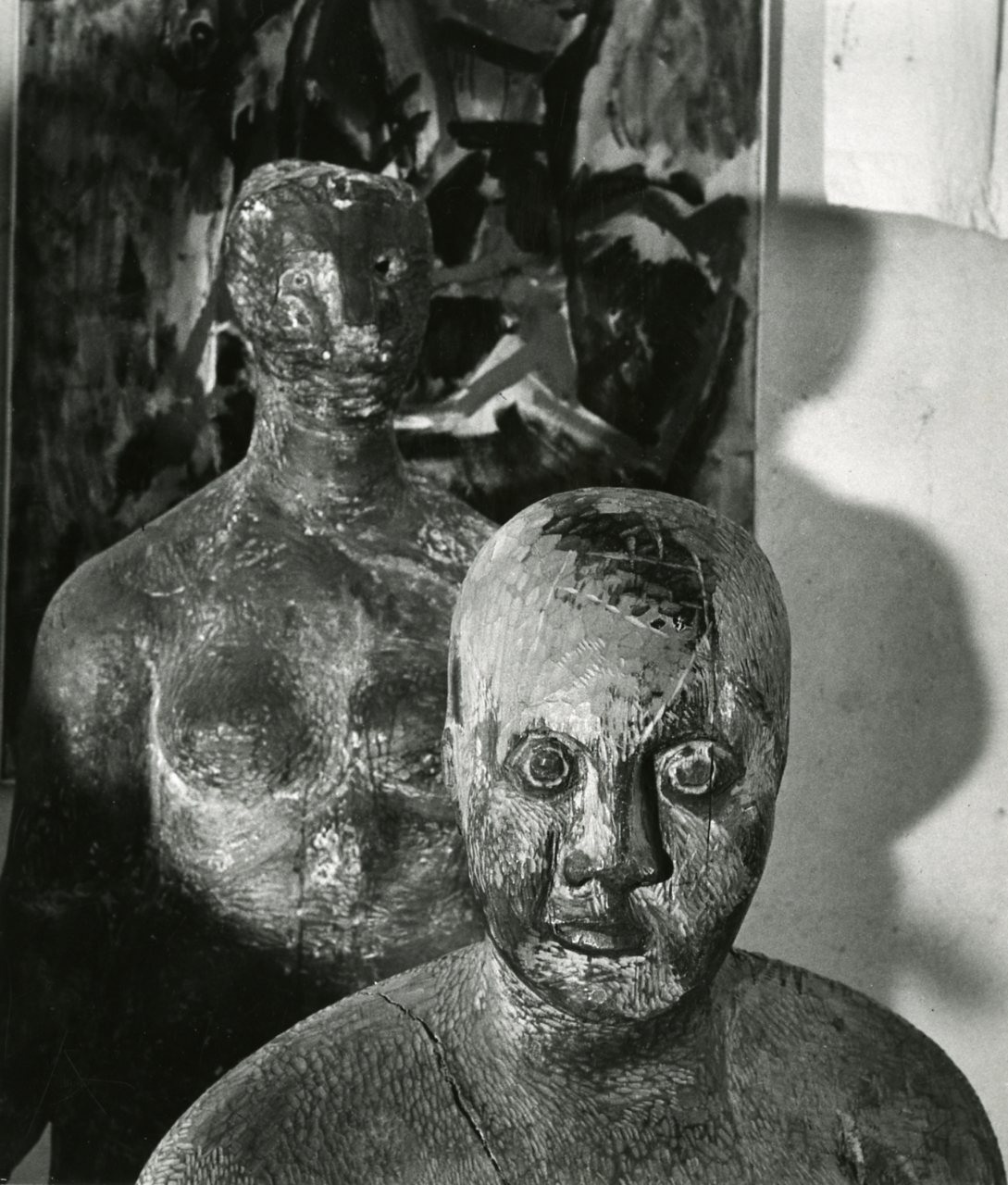
Marino Marini, busts. Photo by Paolo Monti, 1963

V šestnácti letech začal studovat kresbu a malbu na umělecké Akademii ve Florencii. První sochy vytvořil až roku 1922. V roce 1929 ho požádal Arturo Martini, aby se stal vedoucím ateliéru sochařství umělecké školy Villa Reale v Monze. V témže roce si vysloužil pozornost umělecké kritiky jako výjimečný talent svou sochou Lidé a roku 1932 měl první autorskou výstavu v Miláně.
Ve 30. letech podnikl řadu cest po Evropě (Holandsko, Německo, Anglie, Řecko). Opakovaně pobýval v Paříži, kde se seznámil s Chiricem, Kandinským a Maillolem, později s Picassem, Braquem a Laurensem.
Roku 1935 získal první cenu za sochařství na Římském quadrienále.
V roce 1938 se seznámil s Mercedes Pedrazzini (*1913, Locarno-2008, Pistoia) a ještě téhož roku se s ní oženil. Oslovoval ji Marina a jejich vzájemný hluboký vztah pak vydržel po zbytek jeho života.
V roce 1940 opustil Monzu aby se stal profesorem na Fakultě sochařství Akademie v Turíně a následující rok se stal profesorem sochařství na Accademia di Belle Arti di Brera v Miláně. Po zničení svého ateliéru roku 1943 se s Marinou uchýlil do exilu do obce Tenero-Contra poblíž Locarna ve švýcarském kantonu Ticino. Zde se setkával s mnoha významnými umělci – Alberto Giacomettim, Fritzem Wotrubou, Otto Bänningerem, Hansem Arpem a Germaine Richier.
V roce 1947 měl autorskou výstavu na 24. Benátském bienále ale do Itálie se vrátil až v roce 1948 aby vyučoval na Akademii Brera v Miláně. Na Bienále se spřátelil s Henry Moorem a americkým obchodníkem s uměním Curt Valentinem, který ho pozval do USA a uspořádal velkou autorskou výstavu Mariniho v New Yorku i následující sérii výstav po celém světě.
Marini získal hlavní cenu Benátského bienále v roce 1952 a Mezinárodní Velkou cenu Accademia dei Lincei v Římě roku 1954. Byl účastníkem Documenta 1 (1955), Documenta II (1959), a také Documenta III v roce 1964 v Kasselu.
Roku 1959 vytvořil obrovskou sochu jezdce na koni (5 m) pro náměstí v Haagu. Sérii Mariniho výstav v Mnichově, Rotterdamu, Stockholmu, Kodani, Oslo and Helsinki zakončily velké retrospektivy v Kunsthaus Zurich (1962) a Palazzo Venezia v Římě (1966).
Roku 1968 obdržel v Göttingenu nejvyšší německé vyznamenání Orden pour le Mérite fur Wissenschaften und Kunst. V Nové Pinakotéce v Mnichově mu byla roku 1976 vyhrazena samostatná místnost. V jeho rodišti vzniklo Centrum dokumentace prací Marino Mariniho v Palazzo Comunale, Pistoia (1979), které shromažďuje jeho kresby, grafiky a menší sochy, literaturu a videodokumentaci života a díla.
Marino Marini zemřel ve Viareggio 6. srpna 1980.
Jeho manželka Marina po smrti Mariniho organizovala řadu výstav a roku 1983 založila nadaci Marino Marini Foundation, která od roku 1990 sídlí v komplexu Convent of Tau, postaveném ve 14. století. V roce 1988 umožnila velkorysým darem vznik Mariniho muzea ve Florencii (Marino Marini Museum of San Pancrazio). Marina zemřela 20. dubna 2008 a podle jejího přání je pochována vedle svého muže v Pistoia.

## Dílo

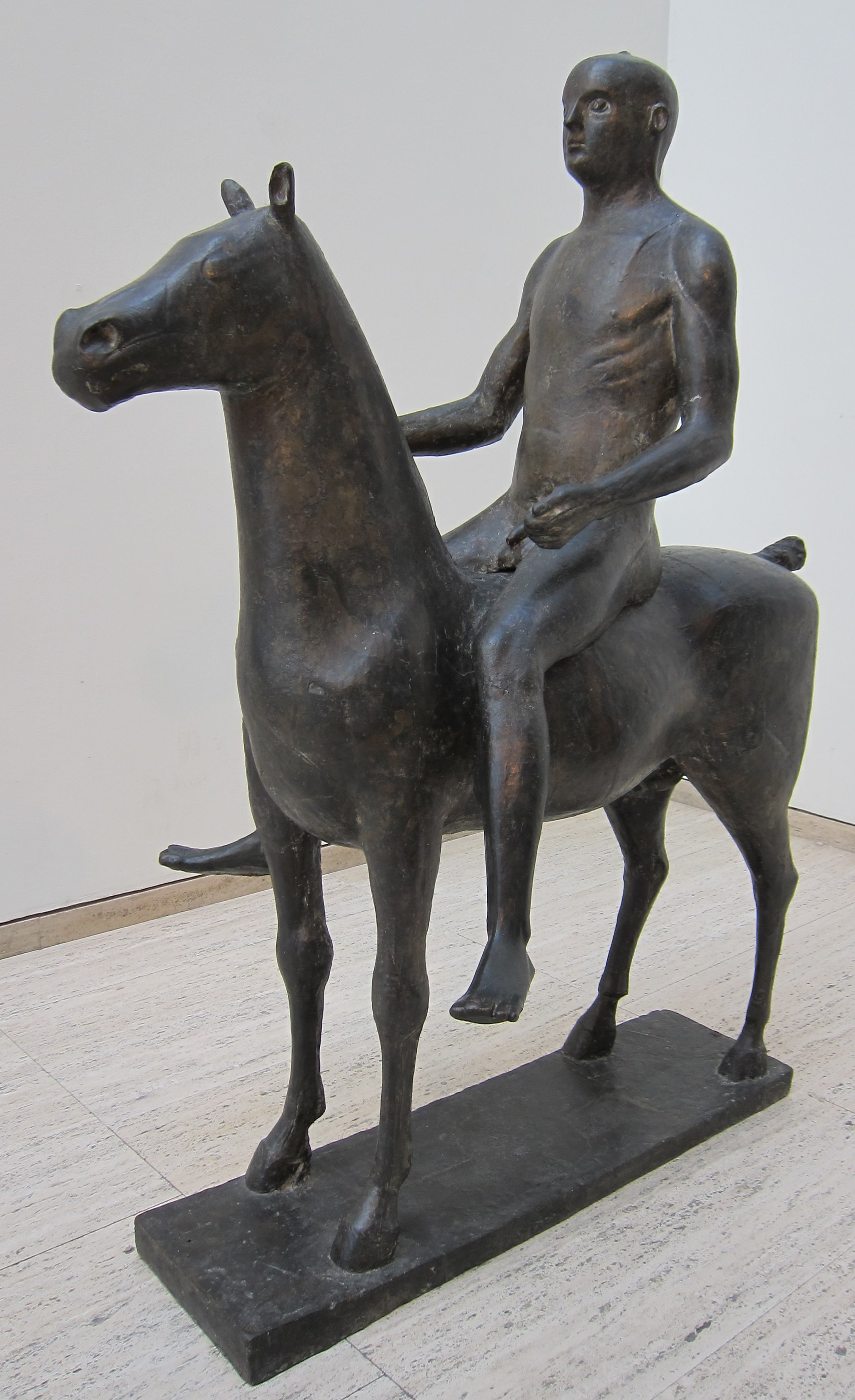
Marino Marini Jezdec, 1936, Art Gallery of New South Wales

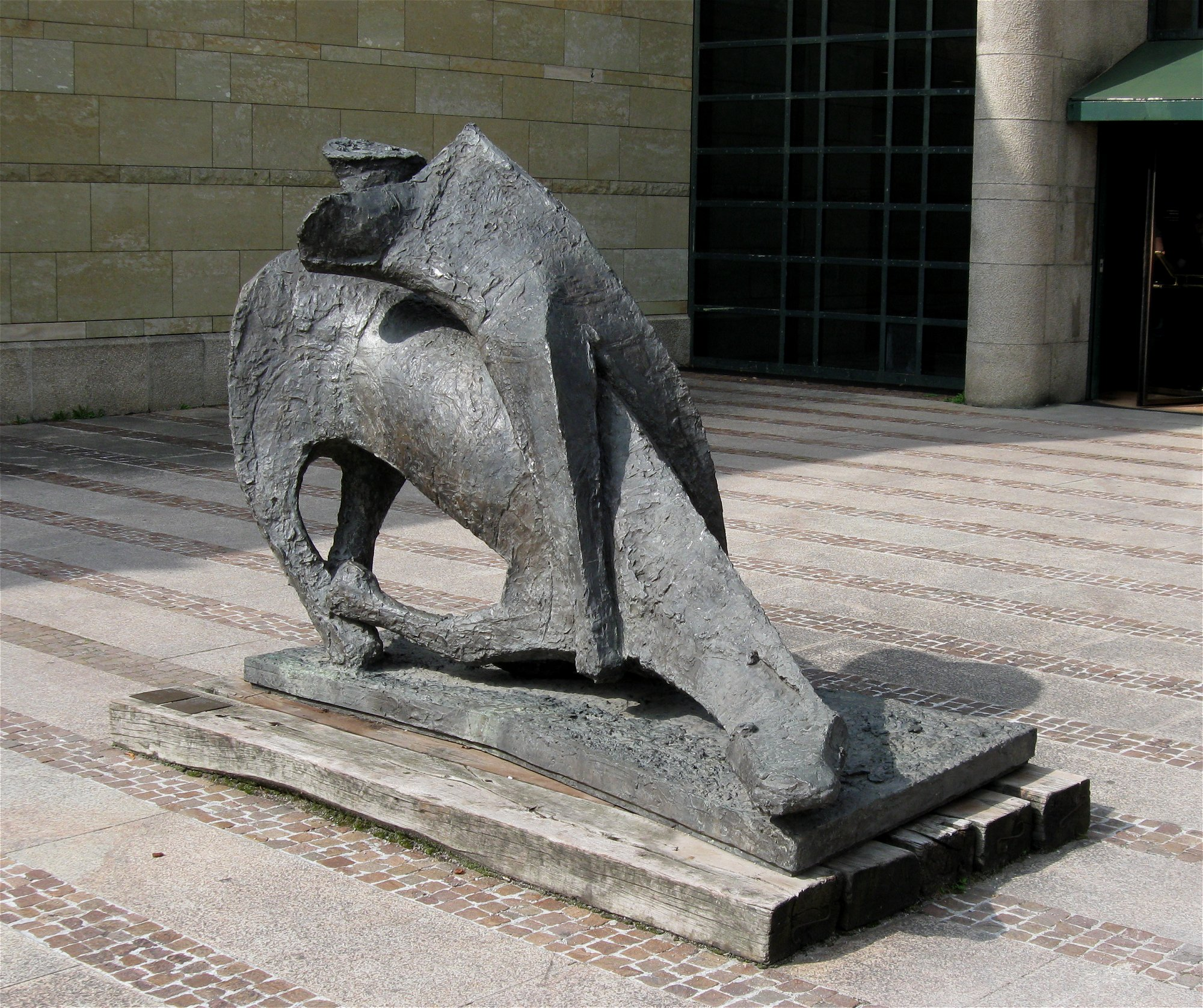
Marino Marini Miracolo 1959-61

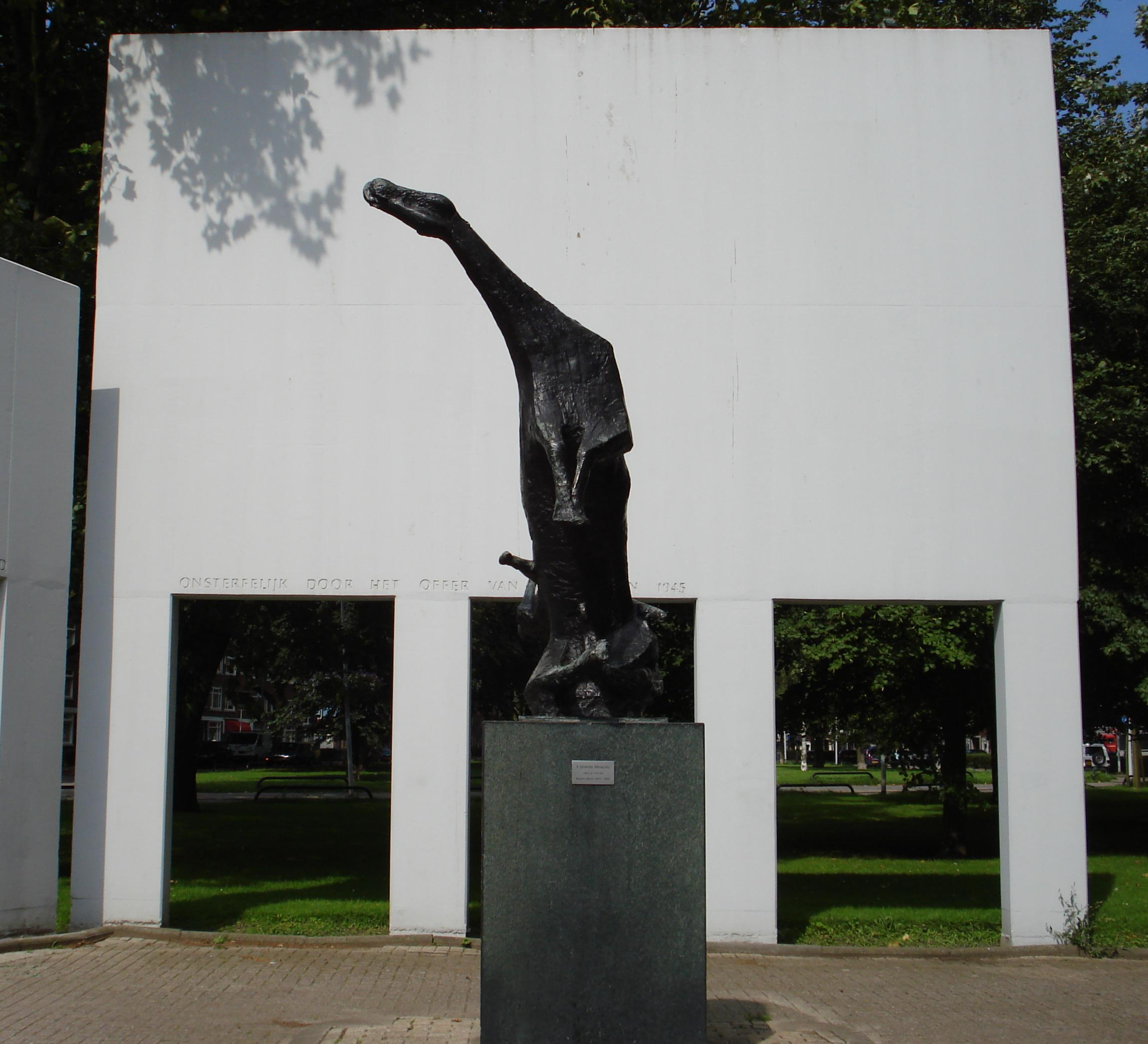
Il Grande Miracolo-2, Rotterdam

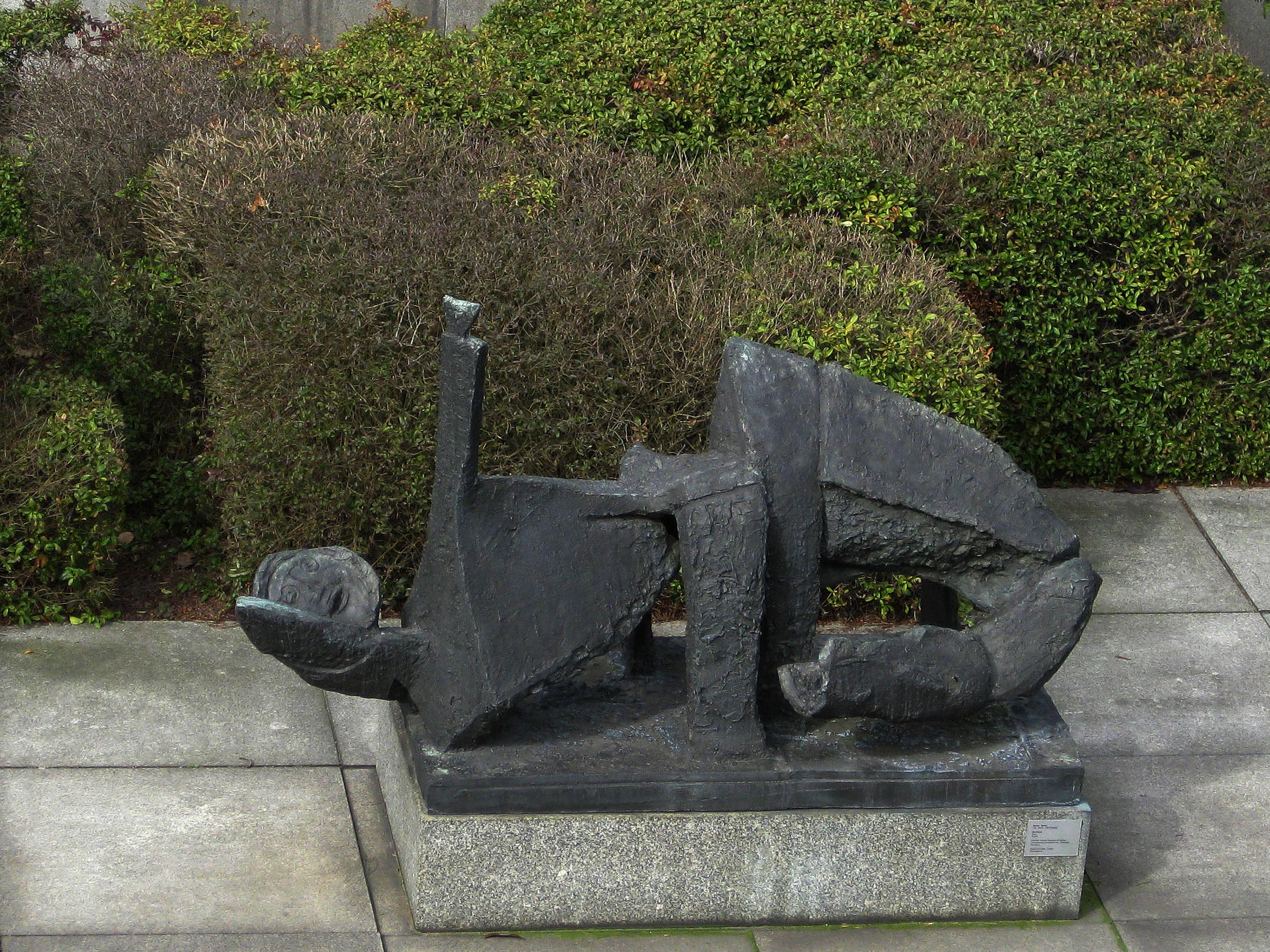
Marino Marini Bojovník, Belín

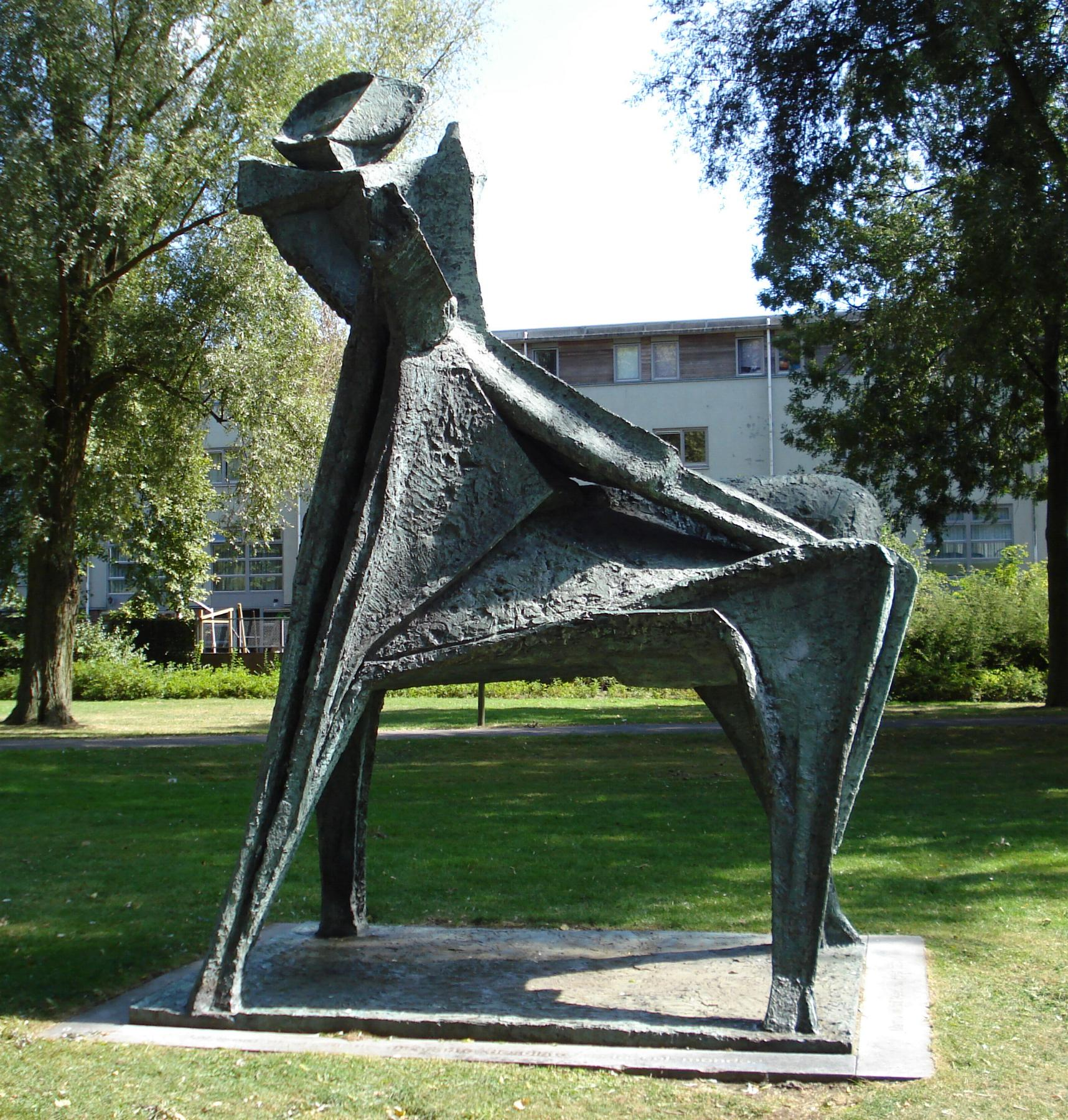
Denhaag

### Sochy
Marini se poučil z dějin sochařství od Etrusků přes římský portrét až ke klasicismu Antonia Canovy a tuto zkušenost svébytným způsobem interpretoval ve svých dílech. Z jeho předchůdců na něj měl vliv Medardo Rosso, který jako jeden z prvních pracoval s modelací povrchu k zesílení účinku světla. V roce 1929 si Marini vysloužil pozornost umělecké kritiky jako výjimečný talent svou sochou Lidé (1929, terakota). O dva roky později vzniklo jeho zásadní dílo Ersilia (1931).
Ve Švýcarsku během války pokračoval v cyklu ženských postav symbolizujících plodnost (Pomona), socha Archanděl byla na počátku série na téma Zázrak. Některé sochy byly přímou reakcí na utrpení a ničení, které přinesla válka, a které Marini hluboce prožíval (Oběšený, 1942).
Ve své monumentální tvorbě se opakovaně vracel k tématu artistů, ženských symbolů plodnosti a jezdců na koni. V roce 1936 vytvořil sochu Rytíř (dřevo, též bronz), která byla počátkem jeho nového pojetí jezdecké sochy. Ačkoli stavba sochy zůstává víceméně klasická, povrch je poznamenán zářezy. Později sochař stále častěji zesiluje expresivní účinek soch hrubou modelací povrchu, polychromií, vynecháním některých detailů, posunem k abstrakci a geometrizací tvaru.
Téma jezdce se během jeho tvorby proměňuje od prvního téměř klasického ztvárnění (Jezdec, 1936, Poutník, 1939, návštěva Bamberku, raně gotický Bamberský jezdec), přes vypjaté expresivní ztvárnění koně s padajícím jezdcem z 50. let v sérii Zázrak (1951–52, souvislost s biblickým příběhem obrácení apoštola Pavla - Saula z Tarsu). Tento motiv se opakuje i v monumentální soše Velký zázrak s expresivní dominantou vzpínajícího se koně (1953). V 60. letech představuje jezdec i kůň sexuální symbol (Rytíř, Anděl města), později se figury zjednodušují do silně abstrahovaného kubizovaného tvaru (Bojovník 1959, 1963).
Marini byl vynikající portrétista a během svého života portrétoval řadu slavných osob (Stravinskij, Cará, H. Miller, Marc Chagall, Mies Van der Rohe).

### Malba
Marini vystudoval malířství a maloval po celý život. Raná díla byla ovlivněna italskou renesancí, malíři 19. století , později kubismem a postimpresionisty. Jeho kresby souvisejí se sochařskou tvorbou a zachycují plasticitu a objemy postav. Grafické listy a malba jsou expresivní, charakteristické využitím sytých a jasných barev v plochách a kresbou v silných liniích. Figurální motivy se opakují – hlavy, ženské postavy, jezdec a kůň.
V sedmdesátých letech se Marini věnoval i tvorbě plakátů (Metropolitní opera, NY).

### Významná díla podle data vzniku
- 1929 Lidé (terakota)
- 1931 Ersilia (polychromované dřevo), Kunsthaus Zurich
- 1936 Kůň a jezdec (dřevo), sbírka Battiato, Milán
- 1940 Pomona (bronz), sb. Jesi, Milán
- 1943 Archanděl (sádra), Kunstmuseum Basel
- 1944 Žonglér (bronz), sb. N. Grace, Philadelphia
- 1945 Judita (bronz), RMFA, Antverpy
- 1947 Kůň a jezdec (bronz), MOMA New York
- 1949/50 Městský anděl strážný (bronz), P. Guggenheim Museum, Benátky
- 1951 Portrét Igora Stravinského (bronz), MA, San Francisco
- 1951/52 Zázrak (bronz), Middelheim, Antverpy
- 1953 Žonglér (bronz), sb. G. lenart, New York
- 1954 Zázrak (bronz), Kunsthistoriches museum, Vídeň
- 1954 portrét Curt Valentina (bronz), MOMA, New York
- 1956 Bojovník na koni (bronz),
- 1956/57 Velký jezdec (polychromovaný bronz), sb. Boymans, Rotterdam
- 1961 Portrét Henri Millera
- 1962 Portrét Marc Chagalla, Henry Moore
- 1963 Portrét Jean Arpa
- 1967 Portrét Mies van der Rohe

### Ocenění (výběr)
- 1935 Gran Premio di Scultura, Quadrienale, Řím
- 1937 Grand Prix, Exposition International des Arts, Paris
- 1952 Gran Premio di Scultura -Biennale di Venezia
- 1954 Medaglia d'oro del Presidente della Repubblica
- 1954 Gran Premio Internazionale Accademia dei Lincei, Roma
- 1961 Medaglia Donatello, Firenze
- 1968 Primo premio del Comune di Venezia della Commissione VIII Biennale Incisione Italiana Contemporanea di Venezia
- Zlatá medaile – Florencie (1967), Vatikán (1970), Torino , Pistoia (1972)
- Stříbrná medaile – Trienále Milano (1933), Milano (1967), Torino (1968), Paříž (1972, 1994)
- Bronzová medaile – Tokyo, Hokkaido (1978), Chartres (1993)
- Čestné diplomy – Barcelona (1929), Budapešť (1936)

### Zastoupení ve sbírkách (výběr)
- Marino Marini Museum, Pistoia
- Marino Marini Museum, Florencie
- Galleria d’Arte Moderna Milan
- Sbírka Peggy Guggenheimové, Palazzo Venier dei Leoni, Benátky
- Tate Gallery
- Muzeum moderního umění, New York
- The Israel Museum in Jerusalem
- Museum of Art Tokyo
- Deutscher Bundestag Berlin
- Kunsthaus Zurich
- Staatsgalerie Moderner Kunst, Munich
- Hirshhorn Museum and Sculpture Garden in Washington
- Menard Art Museum at Komaki-City, Aichi